# حي كامدين اللندني
منطقة كامدن بلندن هي إحدى مقاطعات لندن في لندن الداخلية ، إنجلترا. يقع Camden Town Hall ، على طريق Euston Road ، على بعد 1.4 ميل (2.3 كم) شمال تشارينغ كروس. تم إنشاء البلدة في 1 أبريل 1965 من منطقة أحياء هامبستيد وهولبورن وسانت بانكراس السابقة ، والتي كانت تشكل قبل إنشائها جزءًا من مقاطعة لندن التاريخية.
تتناقض استخدامات الأراضي الثقافية والتجارية في الجنوب مع المناطق المزدحمة متعددة الاستخدامات مثل كامدن تاون وكينتيش تاون في الوسط والمناطق السكنية المورقة حول هامبستيد هيث في الشمال. تشمل المعالم السياحية الشهيرة المتحف البريطاني والمكتبة البريطانية والمناظر الشهيرة من مبنى البرلمان وحديقة حيوانات لندن وبرج BT و The Roundhouse وسوق Camden. اعتبارًا من عام 2021 يبلغ عدد سكانها 210136 نسمة.
السلطة المحلية هي مجلس منطقة كامدن لندن.

## وصلات خارجية
- الموقع الرسمي